# 郡上・白川街道、堺・紀州街道ほか
- 街道をゆく > 郡上・白川街道、堺・紀州街道ほか

『郡上・白川街道、堺・紀州街道ほか』（ぐじょう・しらかわかいどう、さかい・きしゅうかいどうほか）は、司馬遼太郎の紀行文集『街道をゆく』の第4巻。
『週刊朝日』1972年10月6日号から1973年5月18日号に連載された。

## 洛北諸道
この旅は、一行とともに京都の北の鞍馬街道を花脊峠に向けて進むにつれ、読者を山伏どもが馳駆した霊異なる中世の世界へと誘っていくかのようである。
司馬は記者時代に京都において宗教を担当した関係で、洛北の寺社にもたびたび足を運び、怪奇な現象を目の当たりにしたこともあった。その体験が『梟の城』や『妖怪』を書く契機にもなり、この紀行にもつながっている。人を容易に寄せ付けない洛北の地は物の怪や魑魅魍魎が生息している世界であり、モータリゼーションと乱開発が進む当時にあっても、なお秘境の気分を味わうことができたようである。
旅の時期は1972年9月10日（日）から11日（月）まで。登場する同行者は画家の須田剋太、編集部のH。
訪れたところは、鞍馬山麓の村、花背峠、大悲山峰定寺、峰定寺側の宿『美山荘』、常照皇寺、御経坂峠。

## 郡上・白川街道と越中諸道
この旅は、『国盗り物語』の舞台となった美濃の地から始まる。以前この小説を書くために美濃国を訪れた司馬は、その空の広さと雲の湧く模様の美しさに気づき、戦乱の多かったこの土地の気分がわかったという。その美濃路を北に走り、郡上街道を通り、郡上八幡城を再訪する。
そこから越前街道、飛騨街道へと紅葉の中を走り、白川村に入る。ここは、隣の越中五箇山とともに、室町時代末期に浄土真宗が広まり、それまでの呪術や迷信を排して、秘境文明が築かれていった歴史を、五箇山の村上家で見学した民具の優秀性などとともに紹介している。
赤尾で1泊して、越中の野に出る。越中は呉羽山を境にして呉東と呉西で異なる文化圏を形成していることや、立山の山岳信仰・修験道などを紹介する。
さらに富山で1泊し、富山市での用事を済ませた司馬は須田剋太らと合流し、新婚の人たちで華やぐ汽車で帰路につく。
旅の時期は1972年10月。登場する同行者は須田剋太、編集部のH、詩人のT、案内役の島村美代子。

## 丹波篠山街道
長岡京を訪れた司馬は、その変貌ぶりに気が滅入り、急に篠山の旧城に行くことを思い立つ。須田剋太以外の同行者と大原野神社で待ち合わせる。
老ノ坂では、『国盗り物語』執筆で明智光秀の信長への謀反をおこすにいたる事情を考えて数日ふさぎこんでしまったことを思い起こす。丹波亀山城では、その初代城主の光秀と昭和初期に弾圧された出口王仁三郎からその城の華麗ではかない運命に思いをめぐらせる。
丹波篠山で1泊し、翌朝寒いなか篠山城を訪れ、その石垣の上から連山に囲まれた盆地の風景を眺め、もし霧の日の朝に見れば「生涯忘れがたい風景」になるだろうという思いに浸る。
その後立杭の丹波焼の窯元を訪れ、パンダみたいな黒釉のついた花びんを買う。最後に三田の市街地に行くと、たまたま誓文払いの日に当たり、目抜き通りは露店でうずまっていた。
旅の時期は1972年12月。登場する同行者は須田剋太（途中まで）、編集部のH、ジャーナリストのF、C社の編集部のI（女性）。

## 堺・紀州街道
中世末期に自由都市として栄えた堺を起点に、紀州街道沿いに旅する。最初に『ちくま』という、司馬がかつて訪れたことのある蕎麦屋を目指す。雨の中、やっと見つけ出したがあいにく月曜で定休日だった。
そのあと南宗寺に寄り、利休遺愛の手水鉢や津田宗及および一族の墓を訪ね、かつての堺の栄華の痕跡がほとんどないことに落胆の思いを味わう。
さらに、理髪店の大将の案内で菅原道真をまつる船待神社を訪れる。うどんを食べて日が暮れた後、紀州街道を下り、樫井村付近の淡輪六郎兵衛重政之墓所と塙団右衛門直次之墓を訪れる。
旅の時期は1973年2月。登場する同行者は須田剋太、編集部のH。

## 北国街道とその脇街道
この『街道をゆく』シリーズの最初である『湖西のみち』では安曇川まで湖西を北上したが、今回の旅はその5キロ北にある今津から海津へと琵琶湖西岸をたどり、西近江路を通り敦賀へと日本海に抜ける。
この旅でも司馬は古代に思いを馳せ、上代にこの道を通った渤海国の使節団について触れているが、当時は琵琶湖西岸はJR湖西線もなく寂しい地域であったが、古代においては国際的な街道であったことに注目する。
敦賀では代表的なホテルに宿泊するが、その能率主義を揶揄を込めて批判している。この4巻では野放しの乱開発に対して批判している箇所が多く見受けられるが、これは当時、日本列島改造論で土地ブームが起こり、山河の野放図な破壊が進んでいたためで、のちの『土地と日本人』という対談集につながっていく。
翌日は、気比の松原に行き、幕末の武田耕雲斎ら水戸天狗党に対する大虐殺に思いを馳せ、その霊を鎮めるごとくに植えられた水戸の梅のつぼみを観る。
武生に向かう途中に、敦賀湾東岸の漁村を見下ろすところで車を止め、その美しい景色にたまらないほどの愛惜を感じる。途中水仙の里を通り、武生に着くが、そこでもかつてあった美しい柳並木がなくなっていることに失望する。
「うるしや」という蕎麦屋に来て、その数寄屋普請の店舗に国府・城下町とつづいてきた古い町の床しさを感じる。
武生からUターンして、栃ノ木峠に向かい、柴田勝家の賤ヶ岳の戦いの敗因を分析する。余呉湖ではしゃれた軽食堂に立ち寄る。
旅の時期は1973年2月20日（火）から21日（水）まで。登場する同行者は編集部のH、詩人のT。